# ビーチ・サイドのラブ・ストーリー
『ビーチ・サイドのラブ・ストーリー』は、ソニー・レコードから発売されていた、夏の楽曲を集めたコンピレーション・アルバム・シリーズ。
『避暑地のラブ・ストーリー』というタイトルのコンピレーション・アルバム・シリーズと同時発売されていた。

## 概要
1993年から毎年夏に、年1枚のペースで、リリースされていた。1999年を最後に発売されていない。
『ビーチサイドのラブ・ストーリー〜'98summer〜』のみMDも発売された。

## 作品一覧
- ビーチ・サイドのラブ・ストーリー（1993年6月2日）
  1. Forever My Love（小野正利）
  2. 夏だね（TUBE）
  3. 晴れた日に（プリンセス プリンセス）
  4. ひとすじになれない（米米CLUB）
  5. もう涙はいらない（鈴木雅之）
  6. 泣いちゃいそうだよ（渡辺美里）
  7. いちばん大好きだった（谷村有美）
  8. シェリーと夏と僕（松岡英明）
  9. とっておきの季節（楠瀬誠志郎）
  10. 涙3 (ナミダサンジョウ)（爆風スランプ）
  11. 湘南My Love（TUBE）
  12. 淡い季節のサングラス（野田幹子）
  13. ユー・アー・ソー・ビューティフル（杉真理）
  14. You're the Only…（小野正利）
- ビーチ・サイドのラブ・ストーリー（1994年6月1日）
  1. 愛はふしぎさ（米米CLUB）
  2. 夏を待ちきれなくて（TUBE）
  3. ふたりのオルケスタ（久保田利伸）
  4. Believe（小野正利）
  5. GOOD DAY I・N・G（神崎まき）
  6. 熱い熱い夏の日（久宝留理子）
  7. BIG WAVE やってきた（渡辺美里）
  8. MIDNIGHT TRAVELER（鈴木雅之）
  9. 真夏の奇蹟（THE BOOM）
  10. 世界でいちばん熱い夏（プリンセス プリンセス）
  11. 生まれかわれそうな夏（楠瀬誠志郎）
  12. 最後のKISS（谷村有美）
  13. 真夏のドライヴ（峠恵子）
  14. 泣きながらKissして（VOICE）
  15. 女神達よそっとおやすみ（TUBE）
- ビーチ・サイドのラブ・ストーリー（1995年6月21日）
  1. 夏を抱きしめて（TUBE）
  2. 俺色にそまれ（米米CLUB）
  3. 夢・ウィズ・ユー（久保田利伸）
  4. 早くしてよ（久宝留理子）
  5. 真夏のサンタクロース（渡辺美里）
  6. 人魚（NOKKO）
  7. 君だけを見ていた（To Be Continued）
  8. 夢のまた夢（鈴木雅之）
  9. ザ・サマー・ヴァケイション（プリンセス プリンセス）
  10. ビー・ウィズ・ユー!（神崎まき）
  11. 夏の決心（大江千里）
  12. ボンネットに太陽（谷村有美）
  13. 僕がどんなに君を好きか、君は知らない（楠瀬誠志郎）
  14. マイ・サマー・ガール（TUBE）
  15. Missing（久保田利伸）
- ビーチ・サイドのラブ・ストーリー〜summer breeze〜（1996年5月22日）
  1. Over Drive（JUDY AND MARY）
  2. もっと もっと…（篠原涼子）
  3. いつかの僕よ…（TUBE）
  4. ZA-KU-ZA-KU Digame（久保田利伸）
  5. berangkat-ブランカ-（THE BOOM）
  6. 愛する人よ（奥田民生）
  7. 無人島に私をもっていって…（CHARA）
  8. 想い出の“渚のバルコニー”（松田聖子）
  9. キレイだね（小野正利）
  10. 太陽がそうさせた～ミスティ・レディ（郷ひろみ）
  11. 彼と彼女の夏（カズン）
  12. サマータイム・サマータイム（ピチカート・ファイヴ）
  13. 神様の宝石でできた島（MIYA&YAMI）
- ビーチサイドのラブ・ストーリー〜'97summer〜（1997年5月21日）
  1. とくするからだ（Puffy）
  2. Only You 君と夏の日を（TUBE）
  3. DO-DO FOR ME（知念里奈）
  4. BREATHLESS NIGHT SLIDER（アイスマン）
  5. 渚のエンジェル（モダンチョキチョキズ）
  6. 夏はマジック（久宝留理子）
  7. デンパサール・ムーン（英語バージョン）（マリベス）
  8. 花ふぶき～愛だろ、愛っ。～（東京スカパラダイス・オーケストラ）
  9. 女と兵器とラガマフィン（ジャジャジャオールスターズ・フィーチャリング・ナーキ・アンド・ベイビー・ベイビー）
  10. 水のエゴイスト（かの香織）
  11. DOLPHIN'S WORLD（ACRI）
  12. メロディー（玉置浩二）
- ビーチサイドのラブ・ストーリー〜'98summer〜（1998年5月21日）
  1. 情熱（TUBE）
  2. PINCH 〜Love Me Deeper〜（知念里奈）
  3. Edge of the season（Iceman）
  4. 夏服のショコラ～ビーチサイドベイビー（ショコラ）
  5. ハンパナサマー（THE PISS KIDS）
  6. Summer Kiss（しらさやえみ）
  7. 今宵このまま（比屋定篤子）
  8. アニメタル・サマー;行け行け飛雄馬|がんばれドカベン|アパッチ野球軍|あしたのジョー（RADIO EDIT）（アニメタル）
  9. cream soda（スーパーカー）
  10. if you wish...（宇都宮隆）
  11. V・A・C・A・T・I・O・N（吉村由美）
  12. うたたね（槇原敬之）
- ビーチサイドのラブ・ストーリー〜'99 summer〜（1999年6月19日）
  1. この夏一番熱いLove Song（チューブ）
  2. Be yourself（知念里奈）
  3. HI TENSION LOVE（石井竜也）
  4. パフィーdeルンバ（PUFFY）
  5. ENDLESS SUMMER NUDE（真心ブラザーズ）
  6. ファヴェラ（サンディー）
  7. クルージン（CURIO）
  8. 太陽とハナウタ（渡辺満里奈, 鈴木蘭々）
  9. クラゲ（スマイル）
  10. 夏の香水（平岩英子）
  11. Oui Oui（ウイウイ）（矢野顕子）
  12. HOLY LEI（南佳孝）